# Hannibal (Stuttgart)

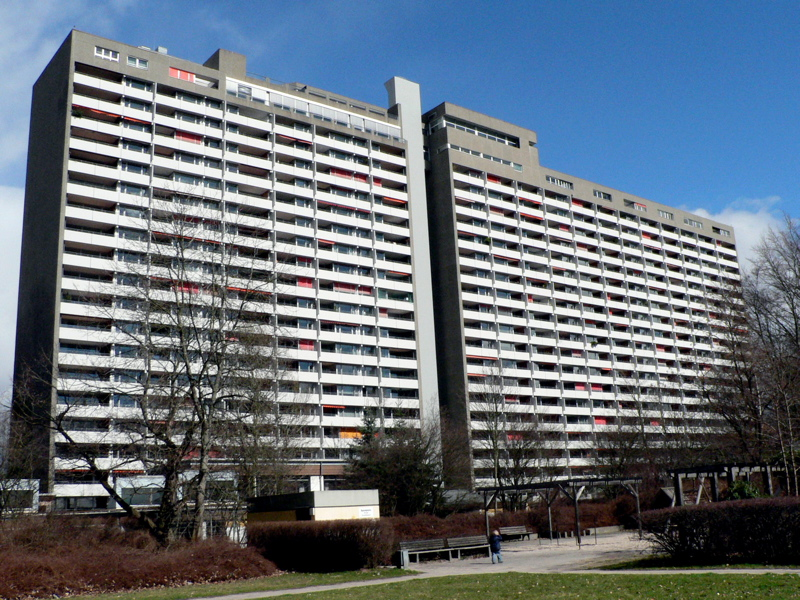
Einer der drei Asemwald-Blöcke

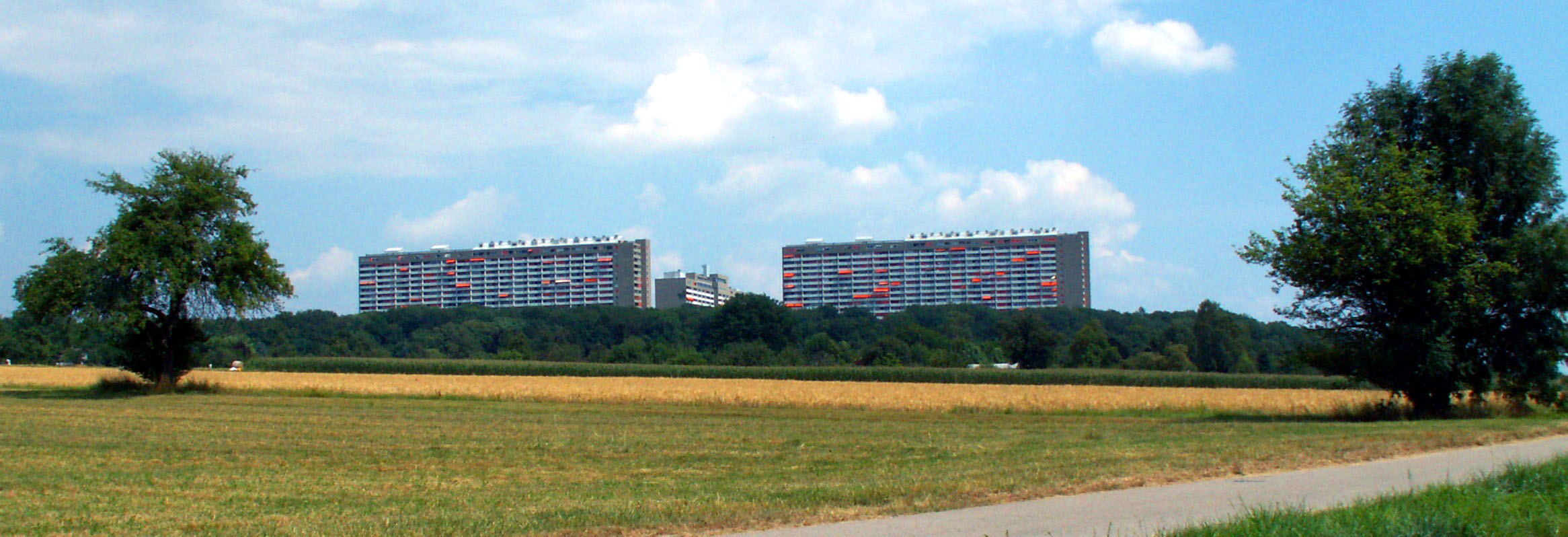
Der Asemwald-Komplex aus der Ferne

Die Wohnsiedlung Hannibal der Architekten Otto Jäger und Werner Müller im Stuttgarter Stadtteil Asemwald wurde 1968 bis 1972 erbaut und besteht aus drei fast baugleichen Wohnblocks mit bis zu 70 Metern Höhe und 23 Stockwerken. Zwei Blöcke stehen leicht versetzt in einer Linie, einer steht rechtwinklig dazu. 
Zum Asemwald gehört auch ein Ladenzentrum, ein Tennisplatz, sowie ein evangelischer und ein katholischer Kindergarten. Das öffentlich zugängliche Panorama-Schwimmbad mit Sauna sorgte zum Zeitpunkt des Baus für Aufsehen. Ein ebenfalls öffentliches Restaurant (MILADY'S Sky Restaurant) befindet sich im obersten Stockwerk des Gebäudes Asemwald 52–62 mit Ausblick auf den Stuttgarter Fernsehturm, die Filder mit dem Flughafen Stuttgart und die Schwäbische Alb.
So entstand auf der Filderhochfläche eine autarke Wohnstadt für geplante 3.000 Einwohner (heute aufgrund der gestiegenen Wohnraumansprüche 1800 Einwohner) mit insgesamt 1.143 Wohnungen. Viele der Bewohner von heute sind bereits Anfang der 1970er Jahre eingezogen.
Ursprünglich war (nach Corbusiers Vorbild der „Wohnmaschine“) im Jahre 1959 ein einziger 650 m langer, 20 m tiefer und 50 m hoher, linearer Komplex geplant, für 1.200 Familien. Er stellte eine „realisierbare Protesthandlung gegen die landfressende Wohnungsbaupolitik mit Einfamilienhäusern“ dar, so der Architekturkritiker Manfred Sack, wurde jedoch aufgrund seiner als städtebaulich unverträglich erachteten Dimension nicht genehmigt. Ein solches Wohnhochhaus „eigne sich außerdem keinesfalls für Familien mit Kindern und auch nicht für breite Schichten, mit geringem Einkommen“. Daraufhin knickten die Architekten zunächst den Riegel, favorisierten aber ab 1963 eine Auflösung der Wohnanlage, die dann 1968 in der endgültigen Planung mit 3 Gebäuden mündete, wobei die Blöcke B und C eine Ost-West Orientierung aufweisen und der Block A eine Nord-Süd-Ausrichtung. Wichtig war den Architekten nicht nur ein gewisses Maß an Großzügigkeit bei den Grundrissen (ein Umgang vom Flur durch die Küche ins Wohnzimmer und wieder in den Flur ist möglich), sondern auch die Möglichkeit, Grundrisse flexibel zu halten: Die Konstruktion der Gebäude ist so angelegt, dass innerhalb einer Fläche von 88 Quadratmetern nur die Außenwände als tragende Wände ausgebildet sind. Dank einer großen Deckenspannweite kann die Wohnfläche variabel genutzt werden, in einem Extremfall sogar als nur ein Zimmer. Allein Schächte, Anschlüsse für Bad, WC und Küche sind unverrückbar. 1969 waren in der Planung 21 Grundrissvarianten vorgesehen „für 1143 Eigentumswohnungen von 41 bis 155 Quadratmetern Größe, die von einigen zusätzlichen Einrichtungen ergänzt werden: Kindergarten, Spiel-, Bolz- und Sportplätze, Supermarkt, und dann gibt es noch ein Dachschwimmbad und ein Dachterrassenrestaurant. Ungefähr 3600 Menschen werden hier wohnen“.
Entgegen zahlreicher Negativbeispiele für den Geschosswohnungsbau der 1960er- und 1970er-Jahre hat sich der Asemwald zu einem begehrten Wohnort entwickelt, der eine sehr hohe Wohnqualität besitzt.
Die Wohngebäude sind aufgeteilt in 1.137 Eigentumswohnungen mit einer gesamten Wohnfläche von 91.413 m². Es handelt sich damit um eine der größten Wohnungseigentümergemeinschaften Deutschlands. Sechs Wohnungen gehören der Gemeinschaft und werden u. a. von Hausmeistern bewohnt. Es gibt mehrere Hausmeister mit festen Büroöffnungszeiten. Der Verwaltungsbeirat gibt mehrmals pro Jahr eine Zeitschrift heraus, in der beispielsweise über die Prüfung der Betriebskostenabrechnung berichtet, aber auch Werbeanzeigen veröffentlicht werden. Die jährliche Eigentümerversammlung erfordert einen hohen organisatorischen Aufwand. 2017 fand sie beispielsweise in der Filderhalle statt. Dazu wurde ein Bus-Shuttle von der Wohnstadt eingesetzt. 2017 verfügte die Eigentümergemeinschaft über eine Instandhaltungsrücklage von rund zwei Millionen Euro. Bis 2030 sollen jährlich rund 1,7 Millionen Euro in Instandhaltungen investiert werden, jedes Jahr sollen 1,5 Millionen Euro der Rücklage hinzugeführt werden, so dass diese perspektivisch sinkt.

## Film
- Katja Schalla: Heimat in 22 Stockwerken – Vom Leben im Hochhaus Asemwald. SWR, D, 2008, 30 Min.